# USS Lansdowne (DD-486)
USS Lansdowne (DD-486) là một tàu khu trục lớp Gleaves được Hải quân Hoa Kỳ chế tạo trong Chiến tranh Thế giới thứ hai. Nó đã tham gia suốt Thế Chiến II, sống sót qua cuộc xung đột, ngừng hoạt động năm 1946; rồi được chuyển cho Thổ Nhĩ Kỳ như là chiếc TCG Gaziantep (D 344) vào năm 1949 và tiếp tục phục vụ cho đến năm 1973. Nó là chiếc tàu chiến duy nhất của Hải quân Hoa Kỳ được đặt theo tên Thiếu tá Hải quân Zachary Lansdowne (1888-1925), nhà hoạt động tiên phong trong lĩnh vực khinh khí cầu vốn đã bay chuyến bay không ngừng nghỉ từ Anh Quốc đến Hoa Kỳ năm 1919.

## Thiết kế và chế tạo
Lansdowne được chế tạo tại xưởng tàu của hãng Federal Shipbuilding and Drydock Company ở Kearny, New Jersey. Nó được đặt lườn vào ngày 31 tháng 7 năm 1941; được hạ thủy vào ngày 20 tháng 2 năm 1942, và được đỡ đầu bởi cô Peggy Lansdowne, con gái Thiếu tá Lansdowne. Con tàu được cho nhập biên chế cùng Hải quân Hoa Kỳ vào ngày 29 tháng 4 năm 1942 dưới quyền chỉ huy của Thiếu tá Hải quân W. R. Smedberg III.

## Lịch sử hoạt động

### 1942
Lansdowne thoạt tiên hoạt động dọc theo bờ biển Đại Tây Dương để chạy thử máy, tuần tra chống tàu ngầm và hộ tống vận tải. Nó đã tấn công một tàu ngầm đối phương ngoài khơi mũi Hatteras vào ngày 3 tháng 7; sau một lượt tấn công bằng mìn sâu, một lượng lớn bóng dầu đã nổi lên mặt nước giả định rằng tàu ngầm đối phương đã bị đánh chìm. Đi đến Cristobal, Panama vào ngày 13 tháng 7, nó được gửi đến một địa điểm mà PC-458 đã phát hiện một tàu ngầm đối phương. Khi đến nơi, nó tung ra một đlượt tấn công bằng mìn sâu; một lượng lớn dầu nổi lên mặt nước và không thấy tín hiệu di chuyển của tàu ngầm đối phương. Tài liệu thu được sau chiến tranh cho biết tàu ngầm U-boat Đức U-153 đã bị đánh chìm trong đợt tấn công này. Vào ngày 21 tháng 8, nó băng qua kênh đào Panama và hướng sang khu vực Thái Bình Dương. Trên đường đi nó giải cứu phi công và nhân viên vô tuyến của một thủy phi cơ trinh sát của thiết giáp hạm South Dakota bị rơi.
Đi đến vịnh Nukualofa vào ngày 6 tháng 9, Lansdowne gia nhập Lực lượng Đặc nhiệm 18 dưới quyền Chuẩn đô đốc Leigh Noyes trên tàu sân bay Wasp. Vào ngày 15 tháng 9, Wasp bị trúng ngư lôi và bị hư hại nặng do những đám cháy xăng. Bản thân chiếc tàu khu trục suýt trúng một trong những quả ngư lôi Kiểu 95 nhắm hụt vào Wasp, mà sau đó đã đánh trúng và gây hư hại cho thiết giáp hạm North Carolina. Lansdowne đã cứu vớt 447 người sống sót trong số thủy thủ đoàn của Wasp khi chiếc tàu sân bay đang cháy bị bỏ lại; và trong khi phần còn lại của Lực lượng Đặc nhiệm 18 rời đi, đô đốc Noyes ra lệnh cho nó đánh chìm Wasp và ở lại hiện trường cho đến khi chiếc tàu sân bay đắm hoàn toàn.
Những quả ngư lôi Mark 15 của Lansdowne cùng có những khiếm khuyết không được nhận biết tương tự như kiểu ngư lôi Mark 14. Quả đầu tiên được phóng ở khoảng cách 1.000 yd (910 m) và được cài đặt để lặn ở độ sâu 15 ft (4,6 m) bên dưới lườn tàu của Wasp, với chủ định gây hư hại tối đa với kíp nổ tương tác từ tính. Tuy nhiên, khi không thấy hiệu quả gì sau một cú đánh trúng hoàn hảo, một quả ngư lôi thứ hai được phóng ở độ sâu lườn tàu từ khoảng cách 800 yd (730 m). Một lần nữa, cú đánh trúng hoàn hảo không mang lại kết quả nào; và Lansdowne chỉ còn lại ba quả ngư lôi. Xạ thủ ngư lôi trên tàu bất hoạt kíp nổ từ tính và cài độ sâu ở mức 10 ft (3,0 m); cả ba quả đều kích nổ nhưng Wasp vẫn tiếp tục nổi trong đám cháy xăng dầu dữ dội. Chiếc tàu khu trục đi lại quanh quẩn cho đến khi chiếc tàu sân bay đắm với mũi chìm trước lúc 21 giờ 00.
Lansdowne cùng với Đội đặc nhiệm 64.1 tham gia hoạt động chiếm đóng Funafuti thuộc quần đảo Ellice vào ngày 2 tháng 10, rồi hộ tống cho chiếc tàu chở máy bay Hammondsport đi đến Espiritu Santo. Từ ngày 13 tháng 10, nó hộ tống nhiều lực lượng, đội đặc nhiệm và đơn vị khác nhau tại khu vực quần đảo Solomon, hộ tống các tàu bị hư hại rút lui về nơi an toàn, và vào ngày 30 tháng 11 đã phát hiện và tấn công các sà lan đổ bộ Nhật Bản, đánh chỉm nhiều chiếc và bắn trúng một tàu đối phương mắc cạn về phía Đông mũi Esperance. Nó cũng bắn phá những vị trí đối phương trên bờ dọc từ Buala đến Visale. Vào ngày 30 tháng 11, chiếc tàu khu trục thực hiện ba lượt tấn công vào một mục tiêu ngầm về phía Tây Koli Point, phát hiện những vệt dầu loang, mảnh vỡ và bọt khí nổi lên mặt nước. Đến tháng 12, nó thực hiện chuyến hộ tống từ Tulagi đến Sydney, New South Wales, Australia và Auckland, New Zealand, rồi quay trở về Nouméa.

### 1943
Tiếp tục phục vụ tại vùng biển Solomon, Lansdowne bị mắc cạn tại khu vực quần đảo Russell vào ngày 26 tháng 2 năm 1943, và đã lên đường vào ngày 11 tháng 3, quay trở về San Francisco để sửa chữa. Từ tháng 5 đến tháng 7, nó nhận mệnh lệnh phục vụ tại khu vực quần đảo Aleut, bắn phá Kiska vào ngày 6 tháng 7. Nó quay trở lại Espiritu Santo từ Trân Châu Cảng vào ngày 20 tháng 7, và tham gia một lực lượng càn quét chống tàu bè ngoài khơi Vella Lavella vào ngày 2 tháng 9. Những nhiệm vụ hộ tống tại khu vực Solomons và Fiji được tiếp nối cho đến ngày 29 tháng 10.
Lansdowne sau đó hộ tống các tàu sân bay nhanh khi chúng tấn công Buka-Bonis trong các ngày 1-2 tháng 11, và Rabaul trong các ngày 5 và 11 tháng 11. Đang khi bảo vệ cho cuộc đổ bộ lên vịnh Nữ hoàng Augusta vào ngày 28 tháng 11, nó đã đánh trả các cuộc không kích của đối phương; và hai ngày sau đó đã bắn phá đảo Bougainville, nơi nó quay trở lại để bắn phá một lần nữa trong tháng 12.

### 1944
Trong tháng 1 và tháng 2 năm 1944, Lansdowne hỗ trợ cho các cuộc đổ bộ lên Torokina, Bougainville và đảo Green, và tiến hành các cuộc càn quét chống tàu bè giữa Buka và Rabaul. Vào ngày 18 tháng 2, nó bắn phá và phóng ngư lôi vào tàu bè trong vịnh Koravia, trong hoạt động mặt biển đầu tiên chống lại Rabaul; gây ra nhiều đám cháy cho tàu bè và cơ sở đối phương trên bờ. Trong đêm 24-25 tháng 2, nó đánh chìm một tàu hàng Nhật Bản tải trọng 6.800 tấn Anh (6.900 t) ở cách 20 nmi (37 km) về phía Bắc New Hanover. Sáng sớm ngày hôm sau, nó nả pháo vào căn cứ trên bờ và tàu bè tại Kavieng, vô hiệu hóa một khẩu đội pháo bờ biển cỡ lớn đối phương cùng nhiều khẩu đội khác, đánh chìm một tàu và bắn cháy hai tàu khác.
Sau khi hoạt động về phía Tây Bắc quần đảo Admiralty, Lansdowne gia nhập các Lực lượng Đặc nhiệm 77 và 78 cho Chiến dịch Reckless, một loạt các cuộc đổ bộ lên khu vực Aitape–Hollandia–Tanahmerah về phía Bắc New Guinea và tung ra các cuộc không kích xuống Palau, Yap, Ulithi, cũng như các căn cứ đối phương khác tại khu vực Trung tâm Thái Bình Dương từ ngày 3 tháng 3 đến ngày 1 tháng 4. Nó sau đó quay trở về Trân Châu Cảng để tái trang bị, đến nơi vào ngày 18 tháng 5.
Lansdowne đi đến Majuro vào ngày 5 tháng 6, và sang ngày hôm sau đã gia nhập Lực lượng Đặc nhiệm 58 cho các hoạt động tại khu vực quần đảo Mariana trong suốt tháng 6 và tháng 7. Nó tham gia cuộc bắn phá Bonis vào ngày 15-16 tháng 6, Trận chiến biển Philippine từ ngày 19 đến ngày 20 tháng 6, và các cuộc tấn công lên Guam và Tinian. Vào ngày 30 tháng 7, nó lên đường quay trở về Bremerton, Washington, để đại tu, quay trở lại Ulithi vào ngày 29 tháng 10.

### 1945
Lansdowne hoạt động tuần tra và hộ tống tại khu vực Tây quần đảo Caroline cho đến ngày 5 tháng 5 năm 1945, khi nó lên đường hướng sang quần đảo Ryūkyū để hoạt động ngoài khơi Okinawa. Nó tuần tra chống tàu ngầm chung quanh cụm quần đảo, bắn pháo hỗ trợ và hộ tống các tàu sân bay. Chiếc tàu khu trục sau đó hoạt động cùng với Đệ Tam hạm đội ngoài khơi Nhật Bản, hộ tống các đội tiếp liệu và các tàu sân bay nhanh để tung ra các đợt không kích xuống đất nhà Nhật Bản. Nó được tách khỏi lực lượng đặc nhiệm từ ngày 20 đến ngày 23 tháng 8 để vận chuyển Đội điều tra Bom Nguyên tử đến Okinawa, rồi tiếp tục đi Sagami Wan, đến nơi vào ngày 27 tháng 8.
Vào ngày 29 tháng 8, Lansdowne hộ tống thiết giáp hạm South Dakota, soái hạm của Đô đốc Chester Nimitz, tiến vào vịnh Tokyo, rồi hoạt động cùng các đơn vị thuộc Đội cứu hộ Tù binh chiến tranh Đồng Minh, di tản tù binh khỏi các trại tập trung ở miền Nam Honshū. Con tàu được cho tách ra vào ngày 2 tháng 9 để đưa các đại biểu Nhật Bản từ Yokohama đến thiết giáp hạm Missouri trong vịnh Tokyo cho buổi lễ ký kết chính thức văn kiện đầu hàng, rồi đưa đoàn đại biểu trở lại Yokohama cùng ngày hôm đó. Nó tiếp tục hoạt động ngoài khơi Yokohama cho đến khi lên đường vào ngày 15 tháng 10, từ Wakanoura quay trở về Hoa Kỳ ngang qua Singapore, Colombo và Cape Town, về đến Xưởng hải quân Brooklyn vào ngày 6 tháng 12.

### Sau chiến tranh
Lansdowne khởi hành đi Charleston, South Carolina vào ngày 17 tháng 1 năm 1946, và được cho xuất biên chế để gia nhập Hạm đội Dự bị Đại Tây Dương tại đây vào ngày 2 tháng 5 năm 1946. Đến ngày 10 tháng 6 năm 1949, con tàu được chuyển cho Hải quân Thổ Nhĩ Kỳ nơi nó phục vụ như là chiếc TCG Gaziantep (D 344) cho đến năm 1973.

## Phần thưởng
Lansdowne được tặng thưởng mười hai Ngôi sao Chiến trận do thành tích phục vụ trong Thế Chiến II.